# Rambler Harbour
Der Rambler Harbour (englisch für Spaziergängerhafen) ist eine kleine Bucht an der Nordseite von Rambler Island vor der Loubet-Küste des westantarktischen Grahamlands.
W. M. Carey, Kapitän des Forschungsschiffs Discovery II bei den Discovery Investigations zwischen 1930 und 1931, nahm die erste Kartierung vor und benannte die Bucht. Der Benennungshintergrund ist nicht überliefert. Careys Verortung der Bucht wurde einige Jahre angezweifelt, bis die geografische Position durch Vermessungsarbeiten des Falkland Islands Dependencies Survey im Jahr 1958 identifiziert werden konnte.